# تپه موشاخان
تپه موشاخان مربوط به عصر آهن - دوره هخامنشی - دوره سلجوقیان است و در شهرستان کرمانشاه، بخش مرکزی، دهستان میان دربند، روستای موشاخان واقع شده و این اثر در تاریخ ۷ خرداد ۱۳۸۷ با شمارهٔ ثبت ۲۲۸۱۸ به‌عنوان یکی از آثار ملی ایران به ثبت رسیده است.